# 1969年日本グランプリ (4輪)
1969年の日本グランプリは、1969年10月10日に富士スピードウェイにて決勝レースが行われた。大会名称は'69日本グランプリ。
翌1970年の日本グランプリが取り止めとなったため、大排気量二座席レーシングカーによって競われた最後の日本グランプリとなった。

## 概要

### 変更点
例年、日本GPは5月3日の祝日（憲法記念日）に行われてきたが、1969年5月にフォーミュラカーレースのJAFグランプリが初開催された。これに伴い、従来の日本グランプリは10月開催に変更された。
決勝周回数は80周 (480km) から120周 (720km) に延長され、国際的な耐久レースの格式に一歩近づいた。3時間半を越える長丁場のレースとなることから、1台につき2名までドライバー登録が認められ、レース中の運転交代が可能となった。
この年、F1で重大事故が起きた事から、国際自動車連盟スポーツ委員会 (FIA-CSI) はウィングの装着を禁止する方針を表明した。日本GP特別規定もこれに従い、前年の優勝マシン、日産・R381のような可動式ウィングは使用できなくなった。

### 各チームの顔ぶれ
この年施行された新レギュレーションでは、スポーツカーの公認要件が連続12月間25台生産に引き下げられた。公認要件のないプロトタイプ・スポーツカーはスペアホイールとラゲッジトランクの要件が撤廃され、オープンカーに限りウィンドシールドの寸度要件がなくなった。二座席レーシングカーは前年と同様である。
大排気量のビッグマシン路線も2年目となり、国内メーカー系ワークスチームや有力プライベーターチームはより強力なマシンを準備した。メイクス国際選手権や北米のカナディアン-アメリカン・チャレンジカップ (以下、カンナム) で活躍中のマシン・ドライバーも来日し、国際色豊かなイベントとなった。
トヨタ
前年3リットルマシンで苦杯を舐めたトヨタは、V型8気筒エンジンを5リットルに拡大し、新設計シャーシに搭載したトヨタ・7を5台投入。7月のデビュー戦富士1000キロメートル、8月の前哨戦NETスピードカップを連勝して大一番に臨んだ。ドライバーはエース格の福沢幸雄をテスト中の事故で失い、新たに川合稔、高橋晴邦、久木留博之らが加入。ポルシェ使いのヴィック・エルフォードもスポット参戦した。
日産
連覇を狙う日産は自社製V型12気筒エンジンを搭載する新型R382を投入。エントリー時点では排気量5リットルで登録していたが、登録変更が締め切られる10月8日（公式予選前夜）になって6リットルに変更申請した。また、5台エントリーしながら出場したのは3台だった。ドライバーは北野元、高橋国光の両エースと、R382の開発に貢献した黒澤元治が軸となる。
いすゞ
第2回大会以来の日本GP参戦にあたり、ミッドシップ試作車をベースとするプロトタイプを大小2種2台ずつ出場させた。クーペボディのベレット・R6は市販車いすゞ・117クーペベースの1.6リットル直列4気筒エンジンを搭載。オープンボディのいすゞ・R7はムーンチューンの5リットルシボレーV型8気筒エンジンを搭載する。
タキレーシング
メイクス国際選手権のマニュファクチャラーズタイトルを初制覇したポルシェワークスと提携し、プロトタイプ・スポーツカーの908/02 (3リットル水平対向8気筒エンジン) と、スポーツカーの917 (4.5リットル水平対向12気筒エンジン) の2台が来日した。ジョー・シフェールらワークスドライバーに加え、チーム監督とメカニックも帯同した。手駒のタキ・ローラ（ローラ・T70マークIIオープン仕様）とポルシェ・910を加えて4台体制でのエントリー。
黒沢レーシング
マクラーレンからカンナムで高実績を上げている二座席レーシングカーのM12を2台購入。元2輪王者のマイク・ヘイルウッドとロザー・モッチェンバッハーも来日した。

## 展開

### 運営の混乱
予選にエントリーした53台のエンジン排気量は0.85リットルから7.6リットルまで様々だった。主催者の日本自動車連盟 (JAF) はタイム差の大きいマシンが混走すると危険であるとの理由から、予選の足切りタイムを2分20秒00からポールポジションの120%に変更。2リットル以下のGP-I～IIIクラスについては、10月9日の予選日に別レースを行うと発表した。この方針は決勝3日前に突然通達されたため、GP-I～IIIクラスのプライベーター達の猛反対にあい、結局、主催者側が撤回して予定通り開催されることになった。

### 予選
10月9日の公式予選では、ニッサン・R382勢が1～3位を独占。前年の勝者北野元が、前年より6秒以上速い記録でポールポジションを獲得した。トヨタ・7勢は3秒離された4位以下に続き、タキ・レーシングのポルシェ・917が7番手につけた。ポルシェワークスは予選前日に富士を初走行したばかりで、大会規定により可動式フラップの使用も禁じられており、実力を発揮するまで至らなかった。31台が決勝進出を果たしたが、黒沢レーシングのマクラーレン・M12は1台が予選落ちとなった。

### 決勝
スタートではトヨタの川合稔とポルシェのジョー・シフェールが2列目から好ダッシュを決めた。川合がオープニングラップを奪ったが、3周目にはシフェールがトップに立った。スタートで出遅れた日産勢は慌てる所もなく、6周目に高橋国光がシフェールをかわしてトップに浮上。12周目には1〜3位をとり戻して後続を引き離した。長谷見昌弘のタキ・ローラ、マイク・ヘイルウッドのマクラーレン・M12は故障で早々にリタイア。トヨタやいすゞもトラブルに見舞われ、早期ピットインを強いられた。
日産勢の先頭を引っ張っていた高橋は31周目に緊急ピットイン。燃料噴射系のトラブルでその後もピットインを繰り返し、優勝争いから脱落した。黒澤元治、北野元の2台はランデブー走行で快調に周回を重ね、そのままの順位で120周を完走しワンツーフィニッシュを果たした。日産陣営はドライバー交代をせず、給油1回、タイヤ無交換という危うい作戦を成功させた。平均速度194km/hで優勝した黒澤のマシンは左リアタイヤのキャンバスが露出し、燃料も残り少ない状況だった。
続いてトヨタ勢3台が3〜5位を占めたが、3位の川合以下は周回遅れにされ、今回も大一番で日産に差をつけられた。6〜8位はタキ・レーシングのポルシェ3台。注目の917はシフェールが奮戦したものの、オーナードライバーのデヴィッド・パイパーのペースが遅く、6位に終わった。

## 結果

### 予選
| 順位 | No. | クラス | ドライバー                              | 車名                       | エントラント                     | タイム  |
| ---- | --- | ------ | --------------------------------------- | -------------------------- | -------------------------------- | ------- |
| 1    | 20  | GP-V   | 北野元/横山達                           | 日産・R382                 | 日産自動車                       | 1'44.77 |
| 2    | 21  | GP-V   | 黒澤元治/砂子義一                       | 日産・R382                 | 日産自動車                       | 1'44.88 |
| 3    | 23  | GP-V   | 高橋国光/都平健二                       | 日産・R382                 | 日産自動車                       | 1'45.11 |
| 4    | 2   | GP-V   | 久留木博之/細谷四方洋                   | トヨタ・7                  | トヨタ自動車工業                 | 1'48.25 |
| 5    | 3   | GP-V   | 川合稔                                  | トヨタ・7                  | トヨタ自動車工業                 | 1'48.58 |
| 6    | 7   | GP-V   | 高橋利昭/ヴィック・エルフォード         | トヨタ・7                  | トヨタ自動車工業                 | 1'48.90 |
| 7    | 14  | GP-V   | ジョー・シフェール/デヴィッド・パイパー | ポルシェ・917              | 滝レーシングオーガニゼーション   | 1'49.06 |
| 8    | 6   | GP-V   | 蟹江光正/見崎清志                       | トヨタ・7                  | トヨタ自動車工業                 | 1'49.07 |
| 9    | 5   | GP-V   | 鮒子田寛/高橋晴邦                       | トヨタ・7                  | トヨタ自動車工業                 | 1'50.13 |
| 10   | 8   | GP-V   | 安田銀二/酒井正                         | ローラ・T160               | ティームヤスダ                   | 1'50.81 |
| 11   | 15  | GP-V   | 長谷見昌弘/永松邦臣                     | タキローラ・T70            | 滝レーシングオーガニゼーション   | 1'50.83 |
| 12   | 17  | GP-IV  | ハンス・ヘルマン/田中健二郎             | ポルシェ・908              | 滝レーシングオーガニゼーション   | 1'52.05 |
| 13   | 27  | GP-V   | 米山二郎/西野政治                       | いすゞ・R7                 | いすゞスポーツカークラブ         | 1'54.41 |
| 14   | 9   | GP-V   | 真田睦明/粕谷勇                         | ローラ・T70                | ティームヤスダ                   | 1'55.79 |
| 15   | 26  | GP-V   | 津々見友彦                              | いすゞ・R7                 | いすゞスポーツカークラブ         | 1'56.54 |
| 16   | 12  | GP-V   | マイク・ヘイルウッド/大石秀夫           | マクラーレン・M12          | 黒沢レーシングオーガニゼーション | 2'01.11 |
| 17   | 16  | GP-III | 風戸裕/長谷川弘                         | ポルシェ・910              | 滝レーシングオーガニゼーション   | 2'03.15 |
| 18   | 46  | GP-II  | 高野ルイ/吉田隆郎                       | セキスイロータス・47GT     | 積水化学                         | 2'03.83 |
| 19   | 28  | GP-II  | 米村太刀夫/粕谷純一郎                   | ベレット・R6               | いすゞスポーツカークラブ         | 2'06.96 |
| 20   | 29  | GP-II  | 大森祥吾/浅岡重輝                       | ベレット・R6               | いすゞスポーツカークラブ         | 2'07.61 |
| 21   | 41  | GP-II  | 中村正三郎/中村昌雄                     | ナカムラSP                 | 鈴木義雄                         | 2'07.93 |
| 22   | 52  | GP-IV  | 長谷川弘信/高木豊和                     | フェアレディSPL            | 長谷川弘信                       | 2'12.86 |
| 23   | 50  | GP-III | 大塚光博                                | フェアレディ2000           | ニッサンスポーツカークラブ       | 2'12.97 |
| 24   | 24  | GP-I   | 木下昇/松浦賢                           | BSGヨシムラ                | TEAM YOSHIMURA                   | 2'14.30 |
| 25   | 33  | GP-I   | 戸坂六三                                | RQコニーリオ               | レーシングクォータリー           | 2'15.66 |
| 26   | 18  | GP-I   | 黒須隆一                                | デイ&ナイトSP              | TEAM D&N 黒須隆一                | 2'15.92 |
| 27   | 51  | GP-III | 土屋郁夫/吉井清二                       | フェアレディ2000           | NDC-TOKYO                        | 2'16.79 |
| 28   | 32  | GP-I   | 三ツ目晃/佃叔久                         | コニーリオ                 | レーシングクォータリー           | 2'16.94 |
| 29   | 43  | GP-II  | 林将一/笠野輝次                         | カーマン・アパッチ         | 富士ドライブショップ             | 2'16.94 |
| 30   | 48  | GP-III | 岡崎剛/鯨井宗明                         | フジツボ・ロータリー7      | Mastery Racing Club              | 2'17.47 |
| 31   | 36  | GP-I   | 遠藤邦機/増田万三                       | 3VワールドSP               | 3VR.M. 棚村公一                  | 2'19.17 |
| 32   | 40  | GP-II  | 杉山武/三富嗣充                         | エヴァ・カンナム           | リキレーシングディベロップメント | 2'19.18 |
|      | 1   | GP-I   | 山田隆男                                | コリーニオ                 | 山田隆男                         |         |
|      | 10  | GP-V   | 勝常時/新井英雄                         | ローラ・T70                | ティームヤスダ                   |         |
|      | 11  | GP-V   | ロザー・モッチェンバッハー/小林元芳     | マクラーレン・M12          | 黒沢レーシングオーガニゼーション |         |
|      | 25  | GP-I   | 川口吉正/佐藤全弘                       | ホンダワールド             | 川口吉正                         |         |
|      | 30  | GP-I   | 内田審司                                | コーヤマスペシャル         | 内田審司                         |         |
|      | 31  | GP-I   | 小林忠夫                                | ヌラーリ7                  | 小林忠夫                         |         |
|      | 35  | GP-I   | 岡崎勇                                  | マクランサ・T-4"くさび"    | 岡崎勇                           |         |
|      | 34  | GP-I   | 保坂忠博                                | 日東スペシャルNDCサニー    | NDC-TOKYO                        |         |
|      | 37  | GP-I   | 鈴木章/岡本金幸                         | ホンダ・S800               | 鈴木章                           |         |
|      | 38  | GP-II  | 横山徹/常盤山光義                       | ホンダ・1300MT-IIB         | TEAM OTOKICHI 高田秀明           |         |
|      | 39  | GP-II  | 片桐昌夫/大久保力                       | エヴァ・カンナム2B         | リキレーシングディベロップメント |         |
|      | 44  | GP-II  | 矢吹圭造/田中慶治                       | マクランサくさび           | 矢吹圭造                         |         |
|      | 45  | GP-II  | 岸鉄雄/佐藤一彦                         | TICスペシャル              | チームエイト東京ジャパン         |         |
|      | 47  | GP-II  | 田中弘/横山博                           | ホンダワールドAC-7         | 藤井璋美                         |         |
|      | 49  | GP-III | 早崎治/山下勇三                         | 鈴木板金・72B              | 鈴木義雄                         |         |
|      | 53  | GP-IV  | 村田邦夫/片平浩                         | レッドラインスペシャルMkII | 3VR.M. 村田邦夫                  |         |
|      | 54  | GP-IV  | 大村千吉                                | ペンゾイル・ロイヤル11     | 熱田レーシング                   |         |
|      | 55  | GP-V   | 望月修/益子治                           | フォード・GT40             | 小島松久                         |         |
|      | 56  | GP-II  | 波嵯栄菩王武/P.G.ベラミー               | ロータスレーシングエラン   | チームロータスジャパン           |         |

- クラス区分はGP-I（～1150cc）、GP-II（1150cc～1600cc）、GP-III（1600cc～2000cc）、GP-IV(2000cc～3000cc)、GP-V（3000cc～）。
- No.9,No.23,No.32はエントリーのみ、No.26,No.27,No.28,No.29はリザーブドライバーが搭乗。
- 予選通過基準タイム：2'20.00

### 決勝
| 順位 | No. | クラス | ドライバー                              | 車名                       | エントラント                     | 周回  | タイム/リタイア | グリッド |
| ---- | --- | ------ | --------------------------------------- | -------------------------- | -------------------------------- | ----- | --------------- | -------- |
| 1    | 21  | GP-V   | 黒澤元治/砂子義一                       | 日産・R382                 | 日産自動車                       | 120   | 3:42'21.47      | 2        |
| 2    | 20  | GP-V   | 北野元/横山達                           | 日産・R382                 | 日産自動車                       | 120   | 3:42'22.94      | 1        |
| 3    | 3   | GP-V   | 川合稔                                  | トヨタ・7                  | トヨタ自動車工業                 | 119   |                 | 5        |
| 4    | 7   | GP-V   | 高橋利昭/ヴィック・エルフォード         | トヨタ・7                  | トヨタ自動車工業                 | 117   |                 | 6        |
| 5    | 2   | GP-V   | 久留木博之/細谷四方洋                   | トヨタ・7                  | トヨタ自動車工業                 | 117   |                 | 4        |
| 6    | 14  | GP-V   | ジョー・シフェール/デヴィッド・パイパー | ポルシェ・917              | 滝レーシングオーガニゼーション   | 116   |                 | 7        |
| 7    | 17  | GP-IV  | ハンス・ヘルマン/田中健二郎             | ポルシェ・908              | 滝レーシングオーガニゼーション   | 116   |                 | 12       |
| 8    | 16  | GP-III | 風戸裕/長谷川弘                         | ポルシェ・910              | 滝レーシングオーガニゼーション   | 102   |                 | 17       |
| 9    | 46  | GP-II  | 高野ルイ/吉田隆郎                       | SEKISUI ロータス・47GT     | 積水化学                         | 100   |                 | 18       |
| 10   | 23  | GP-V   | 高橋国光/都平健二                       | 日産・R382                 | 日産自動車                       | 100   |                 | 3        |
| 11   | 50  | GP-III | 大塚光博                                | フェアレディ2000           | ニッサンスポーツカークラブ       | 95    |                 | 23       |
| 12   | 18  | GP-I   | 黒須隆一                                | DAY & NITE SP              | TEAM D&N 黒須隆一                | 95    |                 | 26       |
| 13   | 6   | GP-V   | 蟹江光正/見崎清志                       | トヨタ・7                  | トヨタ自動車工業                 | 94    |                 | 8        |
| 14   | 33  | GP-I   | 戸坂六三                                | RQコニーリオ               | レーシングクォータリー           | 92    |                 | 25       |
| 15   | 26  | GP-V   | 津々見友彦                              | いすゞ・R7                 | いすゞスポーツカークラブ         | 92    |                 | 15       |
| 16   | 27  | GP-V   | 米山二郎/西野政治                       | いすゞ・R7                 | いすゞスポーツカークラブ         | 89    |                 | 13       |
| 17   | 36  | GP-I   | 遠藤邦機/増田万三                       | 3VワールドSP               | 3VR.M. 棚村公一                  | 86    |                 | 31       |
| 18   | 40  | GP-II  | 杉山武/三富嗣充                         | EVA・CANAM                 | リキレーシングディベロップメント | 79    |                 | 32       |
| 19   | 28  | GP-II  | 米村太刀夫/粕谷純一郎                   | ベレット・R6               | いすゞスポーツカークラブ         | 71    |                 | 19       |
| Ret  | 51  | GP-III | 土屋郁夫/吉井清二                       | フェアレディ2000           | NDC-TOKYO                        | 66    | エンジン        | 27       |
| Ret  | 29  | GP-II  | 大森祥吾/浅岡重輝                       | ベレット・R6               | いすゞスポーツカークラブ         | 34    | バッテリー      | 20       |
| Ret  | 43  | GP-II  | 林将一/笠野輝次                         | CARMAN APACHE              | 富士ドライブショップ             | 29    | シャフト        | 29       |
| Ret  | 24  | GP-I   | 木下昇/松浦賢                           | BSG YOSHIMURA              | TEAM YOSHIMURA                   | 20    | エンジン        | 24       |
| Ret  | 48  | GP-III | 岡崎剛/鯨井宗明                         | フジツボ・ロータリー7      | Mastery Racing Club              | 19    | クラッチ        | 30       |
| Ret  | 9   | GP-V   | 真田睦明/粕谷勇                         | ローラ・T70                | ティームヤスダ                   | 6     | エンジン        | 14       |
| Ret  | 32  | GP-I   | 三ツ目晃/佃叔久                         | コニーリオ                 | レーシングクォータリー           | 6     | ミッション      | 28       |
| Ret  | 5   | GP-V   | 鮒子田寛/高橋晴邦                       | トヨタ・7                  | トヨタ自動車工業                 | 4     | サスペンション  | 9        |
| Ret  | 12  | GP-V   | マイク・ヘイルウッド/大石秀夫           | マクラーレン・M12          | 黒沢レーシングオーガニゼーション | 1(-1) | 冷却ポンプ      | 16       |
| Ret  | 8   | GP-V   | 安田銀二/酒井正                         | ローラ・T160               | ティームヤスダ                   | 0     | ミッション      | 10       |
| Ret  | 15  | GP-V   | 長谷見昌弘/永松邦臣                     | TAKI ローラ・T70           | 滝レーシングオーガニゼーション   | 0     | アクシデント    | 11       |
| Ret  | 52  | GP-IV  | 長谷川弘信/高木豊和                     | フェアレディSPL            | 長谷川弘信                       | 0     | クラッチ        | 22       |
| ns   | 41  | GP-II  | 中村正三郎/中村昌雄                     | NAKAMURA SP                | 鈴木義雄                         |       | サスペンション  | 21       |
| ns   | 1   | GP-I   | 山田隆男                                | コリーニオ                 | 山田隆男                         |       | 予選落ち        |          |
| ns   | 10  | GP-V   | 勝常時/新井英雄                         | ローラ・T70                | ティームヤスダ                   |       | 予選落ち        |          |
| ns   | 11  | GP-V   | ロザー・モッチェンバッハー/小林元芳     | マクラーレン・M12          | 黒沢レーシングオーガニゼーション |       | 予選落ち        |          |
| ns   | 25  | GP-I   | 川口吉正/佐藤全弘                       | ホンダワールド             | 川口吉正                         |       | 予選落ち        |          |
| ns   | 30  | GP-I   | 内田審司                                | コーヤマスペシャル         | 内田審司                         |       | 予選落ち        |          |
| ns   | 31  | GP-I   | 小林忠夫                                | ヌラーリ7                  | 小林忠夫                         |       | 予選落ち        |          |
| ns   | 35  | GP-I   | 岡崎勇                                  | MACRANSA・T-4"くさび"      | 岡崎勇                           |       | 予選落ち        |          |
| ns   | 34  | GP-I   | 保坂忠博                                | 日東スペシャルNDCサニー    | NDC-TOKYO                        |       | 予選落ち        |          |
| ns   | 37  | GP-I   | 鈴木章/岡本金幸                         | ホンダ・S800               | 鈴木章                           |       | 予選落ち        |          |
| ns   | 38  | GP-II  | 横山徹/常盤山光義                       | ホンダ・1300MT-IIB         | TEAM OTOKICHI 高田秀明           |       | 予選落ち        |          |
| ns   | 39  | GP-II  | 片桐昌夫/大久保力                       | EVA・CANAM2B               | リキレーシングディベロップメント |       | 予選落ち        |          |
| ns   | 44  | GP-II  | 矢吹圭造/田中慶治                       | マクランサくさび           | 矢吹圭造                         |       | 予選落ち        |          |
| ns   | 45  | GP-II  | 岸鉄雄/佐藤一彦                         | TIC-SPECIAL                | チームエイト東京ジャパン         |       | 予選落ち        |          |
| ns   | 47  | GP-II  | 田中弘/横山博                           | ホンダワールドAC-7         | 藤井璋美                         |       | 予選落ち        |          |
| ns   | 49  | GP-III | 早崎治/山下勇三                         | SUZUKI BANKIN 72B          | 鈴木義雄                         |       | 予選落ち        |          |
| ns   | 53  | GP-IV  | 村田邦夫/片平浩                         | レッドラインスペシャルMkII | 3VR.M. 村田邦夫                  |       | 予選落ち        |          |
| ns   | 54  | GP-IV  | 大村千吉                                | ペンゾイル・ロイヤル11     | 熱田レーシング                   |       | 予選落ち        |          |
| ns   | 55  | GP-V   | 望月修/益子治                           | フォード・GT40             | 小島松久                         |       | 予選落ち        |          |
| ns   | 56  | GP-II  | 波嵯栄菩王武/P.G.ベラミー               | ロータスレーシングエラン   | チームロータスジャパン           |       | 予選落ち        |          |

- スターティンググリッドは3-4-3左上位方式。
- No.12はフライングスタートのため1周減算。
- 3位以下の完走タイム、ファステストラップは記録不明[2]

## データ
- 大会名 '69日本グランプリ
- 主催 日本自動車連盟
- 決勝観客数 10万3千人
- 決勝天候 晴れ
- 日程
  - 10月9日 公式予選
  - 10月10日
    - 9時 ツーリングカーレース（20周）
    - 11時10分 日本グランプリ（80周）
    - 16時05分 グランドツーリングカーレース（20周）
- サポートレース勝者
  - クラブマンレース・ツーリング 大岩 湛矣（トヨタ・1600GT）
  - クラブマンレース・グランドツーリング 都平健二（日産・フェアレディ2000）
- 日本スピードカップ勝者 加藤爽平（コルト・フォーミュラ2B）